# Belgrade GP Woman Tour
El Belgrade GP Woman Tour és una cursa femenina de ciclisme d'un dia que es celebra a Sèrbia des de l'any 2021. La primera edició tingué un pròleg i dues etapes, per després passar a dues etapes i l'any 2024 fou una cursa d'un dia. Està integrada dins el calendari femení de l'UCI com a cursa de categoria 1.2 del del 2024, anteriorment 2.2. Es disputa anualment a Belgrad. La primera vencedora fou la polonesa Agnieszka Skalniak-Sójka.

## Palmarès
| Any  | Vencedor                 | Segon               | Tercer           |         |
| ---- | ------------------------ | ------------------- | ---------------- | ------- |
| 2021 | Agnieszka Skalniak-Sójka | Dominika Włodarczyk | Lucja Pietrzak   |         |
| 2022 | suspesa                  | suspesa             | suspesa          | suspesa |
| 2023 | Nikola Bajgerová         | Olga Wankiewicz     | Olga Shekel      |         |
| 2024 | Hanna Tserakh            | Petra Zsanko        | Lara Crestanello |         |